# Molí de Gósol
El Molí de Gósol és un antic molí fariner reconvertit en refugi de muntanya del municipi de Gósol, al Berguedà, inclòs en l'Inventari del Patrimoni Arquitectònic de Catalunya. Està situat al sud de Gósol, a 1,4 km, i justament al costat del Riu de Torrentsenta.

## Descripció
El molí de la vila de Gósol és una construcció de planta rectangular coberta a dues aigües amb el carener paral·lel a la façana de ponent. En aquesta mateixa façana hi ha un cos rectangular col·locat perpendicularment a l'estructura del molí, cobert a dues aigües. Ambdues construccions són de la mateixa època i acollien l'habitatge del moliner i les dependències de magatzems i de molí fariner. Totes dues són de planta baixa i pis amb parament de grans pedres sense treballar unides amb molt de morter i amb les obertures ressaltades per marcs arrebossats, la major part arcs escarsers. En l'actualitat (novembre del 2018) és propietat de l'Ajuntament de Gósol.
L'edifici principal, en forma de L, està dividit en 3 plantes. La de dalt, on es troben els dormitoris, està dividida en habitacions de lliteres de 6, 8 i 10 places (el refugi té cabuda per a 24 persones). A la planta principal, a l'esquerra, s'hi troba una sala d'estar amb llar de foc, un racó que fa la funció de sala de lectura, un piano, i les habitacions privades de la família. A la part dreta, trobem un altre petit menjador i la cuina. Els WC i dutxes, estan situats al pis de baix, juntament amb una cuina privada.
La seva situació el converteix en punt de partida per fer excursions a diferents punts de la comarca: cap al Pedraforca, a la Serra de Cadí, la Serra del Verd, d'Ensija. Així com per començar les rutes Camí dels Bons Homes (GR 107), Ruta del Caracremada, Camí de Picasso, i Volta al Cadí (GR 150).

## Història
Des de l'any 1291 tenim documentats els molins fariners de Gósol, propietat dels barons de Pinós que en cobraven una sisena part de l'ordi que molien. El molí de la vila fou reconstruït a finals del s. XVII o començaments del s. XVIII i encara conserva bona part dels mecanismes del molí.
En els seus inicis el molí havia estat utilitzat com a productor de farina, i més endavant, com a generador d'electricitat.
A finals del s. XX, durant la dècada dels vuitanta, fou restaurat, arranjant els murs, arrebossant els marcs de les obertures i restaurant les teulades.

## Medi ambient
El refugi funciona amb energies renovables: l'electricitat és 100% solar i les estufes de llenya. Els àpats consten d'aliments locals, aliments de l'hort propi, així com patates i pèsol negre de producció pròpia. Per reciclar, es fa una separació de residus, i compostatge de la fracció orgànica.